# Fadil Vokrri
Fadil Vokrri (in serbo Фадиљ Вокри?; Podujevë, 23 giugno 1960 – Pristina, 9 giugno 2018) è stato un dirigente sportivo e calciatore kosovaro, in precedenza jugoslavo, di ruolo attaccante.

## Biografia
Terminata la carriera agonistica Vokrri rimase a vivere in Francia. Laureatosi in economia e management, ritorna in Kosovo quando questi diventa indipendente, lavorando per il suo vecchio club, il Prishtina. Dal 2008 diviene presidente della Federazione calcistica del Kosovo, incarico che manterrà sino alla morte, avvenuta per un attacco cardiaco il 9 giugno 2018 lasciando la moglie Edita ed i figli Gramoz, Albert ed Albana. A seguito della sua morte il sindaco di Pristina decide di intitolare a lui lo stadio cittadino.

## Carriera sportivo

### Club
Vokrri si forma nel Llapi per poi passare nel 1980 al Prishtina. Col il club kosovaro vince il girone orientale della Druga Liga 1982-1983, ottenendo la promozione nella massima serie jugoslava. Nella sua stagione d'esordio in Prva Liga ottiene con il suo club l'ottavo posto finale, a cui seguì l'anno dopo il decimo posto. A seguito della promozione in massima serie il Prishtina disputò la Coppa Mitropa 1983-1984, competizione nella quale giunse secondo alle spalle degli austriaci dell'Eisenstadt. Nell'ultima stagione in forza al Prishtina, Vokrri con i suoi ottiene l'undicesimo posto finale.
Nel 1986 Vokrri viene ingaggiato dal Partizan con cui vince, dopo l'annullamento delle penalizzazioni a club che caratterizzarono il campionato, la Prva Liga 1986-1987. Nel 1987 è stato eletto miglior giocatore jugoslavo.
L'anno dopo ottiene il secondo posto in campionato e viene eliminato con il suo club ai trentaduesimi di finale della Coppa UEFA 1987-1988 dagli albanesi del Flamurtari Valona.
Nell'ultima stagione in forza al Partizan, Vokrri vinse la coppa nazionale, segnando anche una rete nella finale vinta per 6-1 contro il Velež Mostar.
Nel 1989 si trasferisce in Francia per giocare con i cadetti del Nîmes, con cui ottiene il terzo posto nel Girone A della Division 2 1989-1990.
Nel 1990 si trasferisce in Turchia per giocare nel Fenerbahçe, con cui nella sua prima stagione nel club di Istanbul ottiene il quinto posto finale a cui seguì il secondo posto l'anno dopo.
Nel 1992 Vokrri ritorna in Francia per giocare con i cadetti del Bourges, con cui ottiene il settimo posto del Girone B della Division 2 1992-1993.
Vokkri chiuderà la carriera nel 1995 con il Montluçon.

### Nazionale
Ha giocato 12 incontri, segnando sei reti, nella nazionale jugoslava tra il 1984 ed il 1987.

## Statistiche

### Cronologia presenze e reti in nazionale
| Cronologia completa delle presenze e delle reti in nazionale ― Jugoslavia | Cronologia completa delle presenze e delle reti in nazionale ― Jugoslavia | Cronologia completa delle presenze e delle reti in nazionale ― Jugoslavia | Cronologia completa delle presenze e delle reti in nazionale ― Jugoslavia | Cronologia completa delle presenze e delle reti in nazionale ― Jugoslavia | Cronologia completa delle presenze e delle reti in nazionale ― Jugoslavia | Cronologia completa delle presenze e delle reti in nazionale ― Jugoslavia | Cronologia completa delle presenze e delle reti in nazionale ― Jugoslavia |
| Data                                                                      | Città                                                                     | In casa                                                                   | Risultato                                                                 | Ospiti                                                                    | Competizione                                                              | Reti                                                                      | Note                                                                      |
| ------------------------------------------------------------------------- | ------------------------------------------------------------------------- | ------------------------------------------------------------------------- | ------------------------------------------------------------------------- | ------------------------------------------------------------------------- | ------------------------------------------------------------------------- | ------------------------------------------------------------------------- | ------------------------------------------------------------------------- |
| 12-9-1984                                                                 | Glasgow                                                                   | Scozia                                                                    | 6 – 1                                                                     | Jugoslavia                                                                | Amichevole                                                                | 1                                                                         | 46’                                                                       |
| 29-9-1984                                                                 | Belgrado                                                                  | Jugoslavia                                                                | 0 – 0                                                                     | Bulgaria                                                                  | Qual. Mondiali 1986                                                       | -                                                                         | 71’                                                                       |
| 20-10-1984                                                                | Lipsia                                                                    | Germania Est                                                              | 2 – 3                                                                     | Jugoslavia                                                                | Qual. Mondiali 1986                                                       | 1                                                                         | 88’                                                                       |
| 20-1-1985                                                                 | Kochi                                                                     | Iran                                                                      | 1 – 3                                                                     | Jugoslavia                                                                | Coppa Nehru                                                               | -                                                                         | 46’                                                                       |
| 25-1-1985                                                                 | Kochi                                                                     | Unione Sovietica                                                          | 1 – 2                                                                     | Jugoslavia                                                                | Coppa Nehru                                                               | -                                                                         | 46’                                                                       |
| 1-2-1985                                                                  | Kochi                                                                     | Corea del Sud                                                             | 1 – 3                                                                     | Jugoslavia                                                                | Coppa Nehru                                                               | 1                                                                         | 75’                                                                       |
| 4-2-1985                                                                  | Kochi                                                                     | Unione Sovietica                                                          | 2 – 1                                                                     | Jugoslavia                                                                | Coppa Nehru                                                               | -                                                                         |                                                                           |
| 1-5-1985                                                                  | Lussemburgo                                                               | Lussemburgo                                                               | 0 – 1                                                                     | Jugoslavia                                                                | Qual. Mondiali 1986                                                       | 1                                                                         |                                                                           |
| 1-6-1985                                                                  | Sofia                                                                     | Bulgaria                                                                  | 2 – 1                                                                     | Jugoslavia                                                                | Qual. Mondiali 1986                                                       | -                                                                         |                                                                           |
| 29-8-1987                                                                 | Belgrado                                                                  | Jugoslavia                                                                | 0 – 1                                                                     | Unione Sovietica                                                          | Amichevole                                                                | -                                                                         | 54’                                                                       |
| 14-10-1987                                                                | Sarajevo                                                                  | Jugoslavia                                                                | 3 – 0                                                                     | Irlanda del Nord                                                          | Qual. Euro 1988                                                           | 2                                                                         | 76’                                                                       |
| 11-11-1987                                                                | Belgrado                                                                  | Jugoslavia                                                                | 1 – 4                                                                     | Inghilterra                                                               | Qual. Euro 1988                                                           | -                                                                         |                                                                           |
| Totale                                                                    |                                                                           | Presenze                                                                  | 12                                                                        |                                                                           | Reti                                                                      | 6                                                                         |                                                                           |

## Palmarès

### Club

#### Competizioni nazionali
- 2. Savezna liga: 1

Prishtina: 1982-1983 (Girone Est)
- Campionato jugoslavo: 1

Partizan Belgrado: 1986-1987
- Coppa di Jugoslavia: 1

Partizan Belgrado: 1988-1989